# مطثية التربة الحمضية
مطثية التربة الحمضية (الاسم العلمي: Clostridium acidisoli) هي نوع من البكتيريا يتبع جنس المطثية من الفصيلة المطثاوية.